# Lerici
Lerici är en ort och kommun i provinsen La Spezia i regionen Ligurien i Italien. Kommunen hade 10 053 invånare (2018).